# Langmann (Patrizier)

Das Wappen der Langmann

Die Langmann waren eine Patrizierfamilie der Reichsstadt Nürnberg. Sie waren von 1352 bis 1369 im Inneren Rat vertreten.

Das Geschlecht wanderte im Jahre 1381 ab.
Cunz Langmann besaß im 14. Jahrhundert einen Eisenhammer in Reichenschwand und in Rollhofen, möglicherweise war er auch der Begründer dieser Hammerwerke. Der Reichenschwander Hammer wird erstmals in der Urkunde der oberpfälzischen Hammereinung von 1387 erwähnt.

## Bekannte Familienmitglieder
- Adelheid Langmann (1306–1375), Nonne und Mystikerin